# Arnett Cobb
Pour les articles homonymes, voir Cobb.
Arnett Cobb, de son vrai nom Arnette Cleophus Cobbs, né le 10 août 1918 à Houston et mort le 24 mars 1989 dans la même ville, est un saxophoniste ténor de jazz américain.

## Carrière
Dans les années 1930, Arnett Cobb est membre de l'orchestre de son lycée, aux côtés de Tom Archia, Calvin Boze et des frères Jacquet, Illinois et Russell. En 1936, il est dans le principal orchestre de swing de Houston, celui de Milt Larkin, dont font aussi partie ses camarades Archia et Illinois Jacquet, ainsi que Wild Bill Davis (en) et Eddie Vinson.
En 1942, Arnett Cobb remplace Illinois Jacquet dans l'orchestre de Lionel Hampton, dont il devient premier saxophone ténor et arrangeur. Hampton réenregistre avec Cobb en soliste son Flying Home.
En 1947, il quitte Hampton pour fonder son propre ensemble, dont feront partie Red Garland, George Duvivier ou Dinah Washington. Il enregistre pour Apollo Records, puis pour Columbia Records. Le succès qu'il rencontre est contrarié par un accident de voiture, en 1956, qui le contraint pour le restant de sa vie à s'accompagner de béquilles, y compris sur scène.
Il décide de revenir à Houston et restera actif jusqu'à la fin, enregistrant de nombreux disques pour les labels Prestige ou Black and Blue en France.

## Discographie

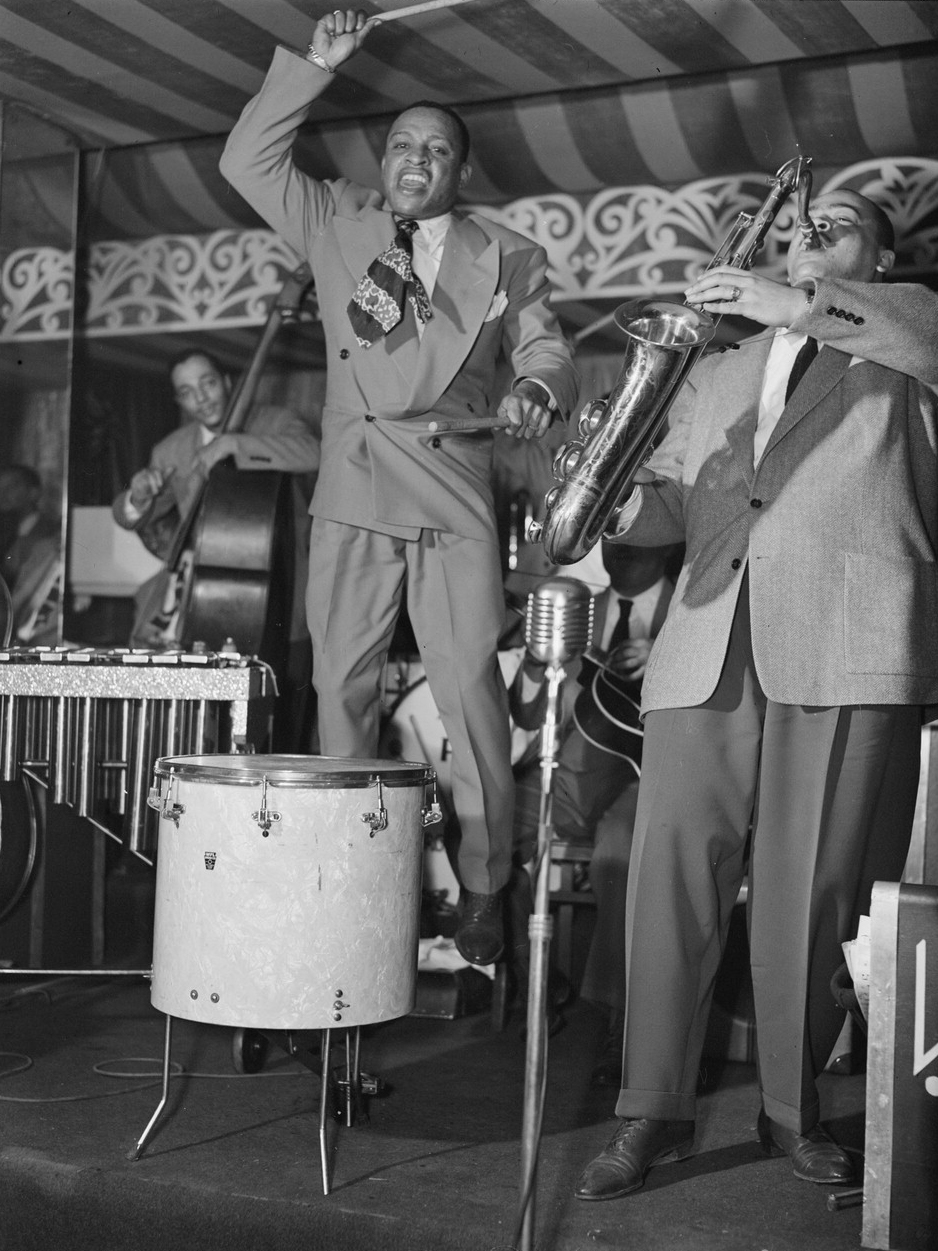
Arnett Cobb (à droite) avec Lionel Hampton (1946)

- 1943–1947 : The Wild Man of the Tenor Sax, 1943–1947 (EPM Musique)
- 1946–1947 : Arnett Cobb, 1946–1947 (Classics)
- 1947 : Arnett Blows for 1300 (Delmark Records)
- 1959 : Blow Arnett, Blow (Original Jazz Classics)
- 1959 : Party Time (Original Jazz Classics)
- 1960 : More Party Time (Original Jazz Classics)
- 1960 : Smooth Sailing (Original Jazz Classics)
- 1960 : Blue and Sentimental (Prestige Records)
- 1974–1976 : The Wild Man from Texas (Black & Blue Records)
- 1978 : Arnett Cobb Is Back (Progressive)
- 1984 : Keep on Pushin' (Bee Hive Records)
- 1987 : Showtime (Fantasy Records)
- 1988 : Tenor Tribute (Soul Note)
- 1988 : Tenor Tribute, Volume 2 (Soul Note)

Avec Ruth Brown
- Ruth Brown (Atlantic, 1957)
- Miss Rhythm (Atlantic, 1959)

Avec Eddie "Lockjaw" Davis
- Very Saxy (Prestige, 1959)

Avec Roseanna Vitro
- Listen Here (Texas Rose, 1984)